# Василе Пушкашу
Василе Пушкашу (рум. Vasile Puşcaşu; 2 травня 1956, село Бирсенешть, жудець Бакеу, Соціалістична Республіка Румунія) — румунський борець вільного стилю, срібний та дворазовий бронзовий призер чемпіонатів світу, срібний та дворазовий бронзовий призер чемпіонатів Європи, чемпіон та бронзовий Олімпійських ігор. Перший і наразі єдиний румунський олімпійський чемпіон з вільної боротьби.

## Біографія
Виступав за борцівський клуб «Стяуа», Бухарест. У період з 1977 по 1988 рік без перерви був чемпіоном Румунії з вільної боротьби.
Після завершення борцівської кар'єри перейшов на тренерську роботу. Тренував борців у бухарестському «Стяуа». З 1990 до 1992 року був тренером національної збірної Румунії з вільної боротьби. З 2000 до 2011 року очолював Федерацію спортивної боротьби Румунії, після чого пішов у відставку за станом здоров'я.

## Спортивні результати на міжнародних змаганнях

### Виступи на Олімпіадах
| Змагання                    | Збірна  | Вагова категорія           | Місце  |
| --------------------------- | ------- | -------------------------- | ------ |
| Літні Олімпійські ігри 1980 | Румунія | вільна боротьба, до 100 кг | 6      |
| Літні Олімпійські ігри 1984 | Румунія | вільна боротьба, до 100 кг | Бронза |
| Літні Олімпійські ігри 1988 | Румунія | вільна боротьба, до 100 кг | Золото |

### Виступи на Чемпіонатах світу
| Змагання                        | Збірна  | Вагова категорія           | Місце  |
| ------------------------------- | ------- | -------------------------- | ------ |
| Чемпіонат світу з боротьби 1977 | Румунія | вільна боротьба, до 100 кг | Бронза |
| Чемпіонат світу з боротьби 1978 | Румунія | вільна боротьба, до 100 кг | 5      |
| Чемпіонат світу з боротьби 1979 | Румунія | вільна боротьба, до 100 кг | Бронза |
| Чемпіонат світу з боротьби 1982 | Румунія | вільна боротьба, до 100 кг | 12     |
| Чемпіонат світу з боротьби 1987 | Румунія | вільна боротьба, до 100 кг | Срібло |

### Виступи на Чемпіонатах Європи
| Змагання                         | Збірна  | Вагова категорія           | Місце  |
| -------------------------------- | ------- | -------------------------- | ------ |
| Чемпіонат Європи з боротьби 1977 | Румунія | вільна боротьба, до 100 кг | 6      |
| Чемпіонат Європи з боротьби 1978 | Румунія | вільна боротьба, до 100 кг | Бронза |
| Чемпіонат Європи з боротьби 1979 | Румунія | вільна боротьба, до 100 кг | Бронза |
| Чемпіонат Європи з боротьби 1980 | Румунія | вільна боротьба, до 100 кг | 5      |
| Чемпіонат Європи з боротьби 1981 | Румунія | вільна боротьба, до 100 кг | 4      |
| Чемпіонат Європи з боротьби 1982 | Румунія | вільна боротьба, до 100 кг | 5      |
| Чемпіонат Європи з боротьби 1984 | Румунія | вільна боротьба, до 100 кг | 5      |
| Чемпіонат Європи з боротьби 1987 | Румунія | вільна боротьба, до 100 кг | Срібло |
| Чемпіонат Європи з боротьби 1988 | Румунія | вільна боротьба, до 100 кг | 9      |

### Виступи на Універсіадах
| Змагання               | Збірна  | Вагова категорія           | Місце  |
| ---------------------- | ------- | -------------------------- | ------ |
| Літня Універсіада 1977 | Румунія | вільна боротьба, до 100 кг | Бронза |
| Літня Універсіада 1981 | Румунія | вільна боротьба, до 100 кг | 4      |

### Виступи на інших змаганнях
| Змагання                           | Збірна  | Вагова категорія           | Місце  |
| ---------------------------------- | ------- | -------------------------- | ------ |
| Гран-прі Німеччини з боротьби 1977 | Румунія | вільна боротьба, до 100 кг | Бронза |
| Гран-прі Німеччини з боротьби 1978 | Румунія | вільна боротьба, до 100 кг | Срібло |
| Гран-прі Німеччини з боротьби 1979 | Румунія | вільна боротьба, до 100 кг | Золото |